# Холи-Айленд (Уэльс)
Холи-Айленд (англ. Holy Island или англ. Holyhead Island, валл. Ynys Gybi) — валлийский остров в Ирландском море. Лежит к западу от Англси и отделён от него узким проливом, который при «низкой воде» преодолим вброд. На острове расположен портовый город Холихед, откуда отправляются паромы в Ирландию. Население Холи-Айленда составляет 13 579 чел. (2001).

## География

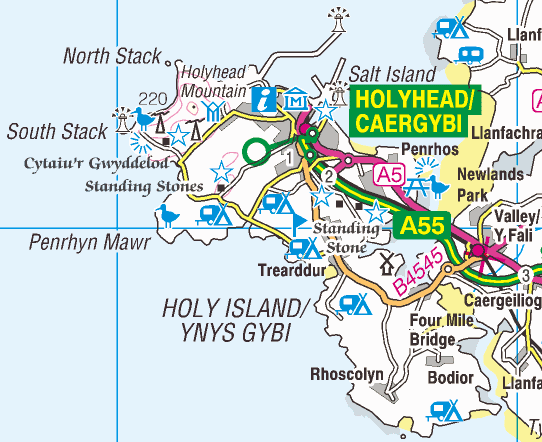
Остров Холи-Айленд

Остров вытянут с юго-востока на северо-запад примерно на 13 км (8 миль). Максимальная ширина его при этом составляет около 5,6 км (3,5 мили), а площадь равняется 39,42 км². По одним описаниям представляет собою череду «бесплодных скал и тоскливых песков», по другим — может «в ясный день конкурировать с самыми прекрасными берегами Италии». Самой высокой точкой Холи-Айленда является холм, называемый Холихедской горой (англ. Holyhead Mountain, валл. Mynydd-Y-Twr) и возвышающийся на 220 м над уровнем моря. Располагается Холихедская гора на северо-западной оконечности острова к западу от Холихеда. В хорошую погоду с её вершины видны горы Уиклоу на ирландском берегу.

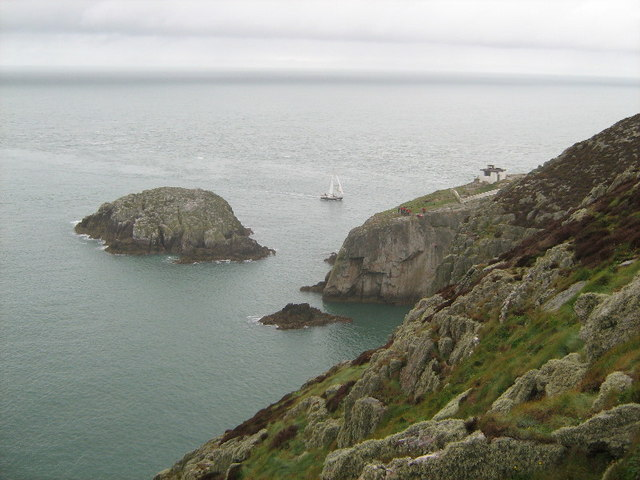
Северный Стэк

Возле Холи-Айленда, у подножья Холихедской горы, лежат два острова меньшей величины: Норт-Стак (англ. North Stack, валл. Ynys Arw) и Саут-Стак. На последнем из них, соединённым с Холи-Айлендом мостом, возвышается маяк. Два других островных маяка находятся в гавани Холихеда.

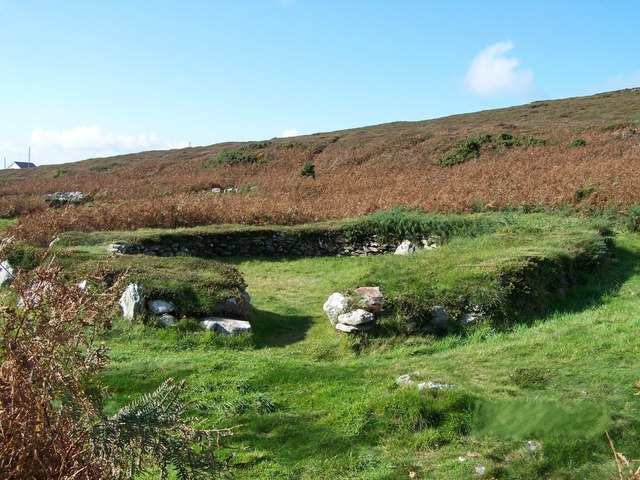
«Ирландская хижина»

На Холихедской горе располагаются остатки прежнего римского укрепления (валл. Caer Y Tŵr). Предположительно, сторожевой башни. Другое римское укрепление на острове находится в самом Холихеде. На склонах горы видны каменные фундаменты древних хижин, называемых «ирландскими» (валл. Cytiau'r Gwyddelod).
В южной части острова расположена деревня Росколин с церковью и остатками средневековых стен. С Англси Холи-Айленд соединён шоссейными дорогами и «Северо-Уэльской прибрежной железной дорогой».

## История

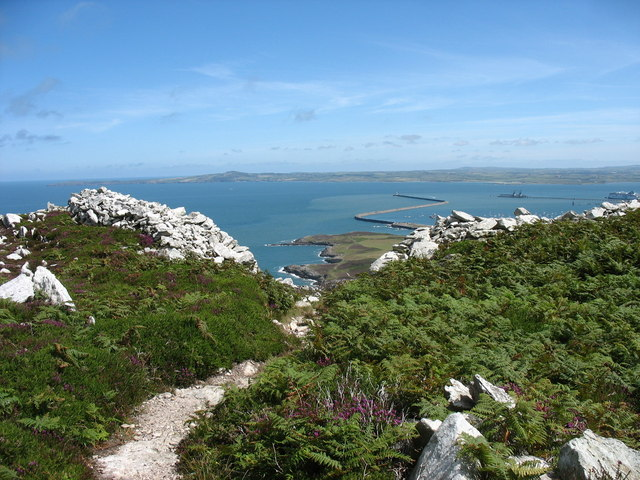
Остатки римской сторожевой башни.

Поселения на острове существуют, вероятно, со времён неолита, что показывают археологические изыскания, впервые здесь проведённые ещё в 1860-е гг. Римская империя владела Холи-Айлендом в III—IV веках н. э. Позже он оказался в руках уроженцев Ирландии, которых около 517 г. с острова изгнал Кадваллон ап Эйнион. До XII в. Холи-Айленд опустошали викинги, а в 1283 г. он перешёл под власть английской короны. В XVI в. через Холи-Айленд начали переправлять почту в Ирландию. В 1826 г. Томас Телфорд закончил реконструкцию дороги из Лондона до Холихеда для ускорения «Ирландской почты», построив висячий мост Конуи, а в 1848 г. на остров провели «Железную дорогу Честера и Холихеда».